# Nigel Lamb

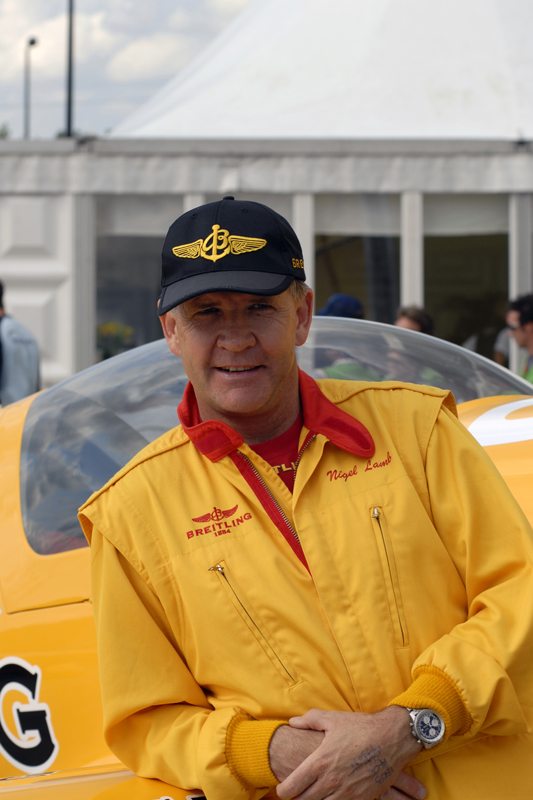
Nigel Lamb

Nigel Lamb é um renomado piloto de acrobacias inglês.
Nigel Lamb nasceu em 17 de agosto de 1957, no Zimbábue (antiga Rodésia). Ele se inspirou em seu pai que era piloto da Royal Força Aérea na Segunda Guerra Mundial. Com 11 anos de idade, na Rodésia, ele escreveu uma carta para a Força Aérea do país dizendo que queria ser piloto.
Após terminar os estudos, Lamb foi para a Força Aérea para pilotar helicópteros durante a década de 1970.
Em 1980, Lamb saiu da Força Aérea e seu instrutor o levou para a Inglaterra para ele ser piloto de sua equipe profissional. Nigel fez mais de 1500 shows aéreos pelo mundo. Ele foi capitão da equipe de acrobacias "Golden Dream", da Força Aérea Britânica.
Nigel Lamb entrou em 2005 na Red Bull Air Race World Series em Longleat, Reino Unido.
Nigel Lamb é casado com uma piloto acrobáta que se chama Hilary, e tem três filhos, Max, Daniel e Ben.
Ele se diverte esquiando, mergulhando e joga squash.